# Ceratobunellus
Ceratobunellus is een geslacht van hooiwagens uit de familie Sclerosomatidae.
De wetenschappelijke naam Ceratobunellus is voor het eerst geldig gepubliceerd door Roewer in 1911. 

## Soorten
Ceratobunellus omvat de volgende 3 soorten:
- Ceratobunellus brevipes
- Ceratobunellus calcuttensis
- Ceratobunellus philippinus